# Жінка, зодягнена в сонце
Жі́нка, зодя́гнена в со́нце (грец. γυνὴ περιβεβλημένη τὸν ἥλιον, лат. Mulier amicta sole, церковнослов'янською: Жена́ ѡблече́на въ со́лнце) — символічний персонаж Об'явлення Івана Богослова. Образ Жінки має різні богословські тлумачення, серед яких домінує трактування його як християнської церкви в період гонінь, він виражає дар спасіння, який Бог дарував людству та ознаменування перемоги добра над злом. Про це йдеться у висновку Книги Одкровення в сцені видіння Нового Єрусалиму, в якому немає більше ні храму, ні сонця, ні місяця, тому що Бог і Агнець — це храм Нового Єрусалиму, а слава Бога і Агнця — це світильник його (Об. 21:22–23).
Цей образ знайшов своє відображення в образотворчому мистецтві: як в роботах на сюжет Апокаліпсиса, так і в окремих іконографічних сюжетах, пов'язаних з Богородицею.

## Джерело образу

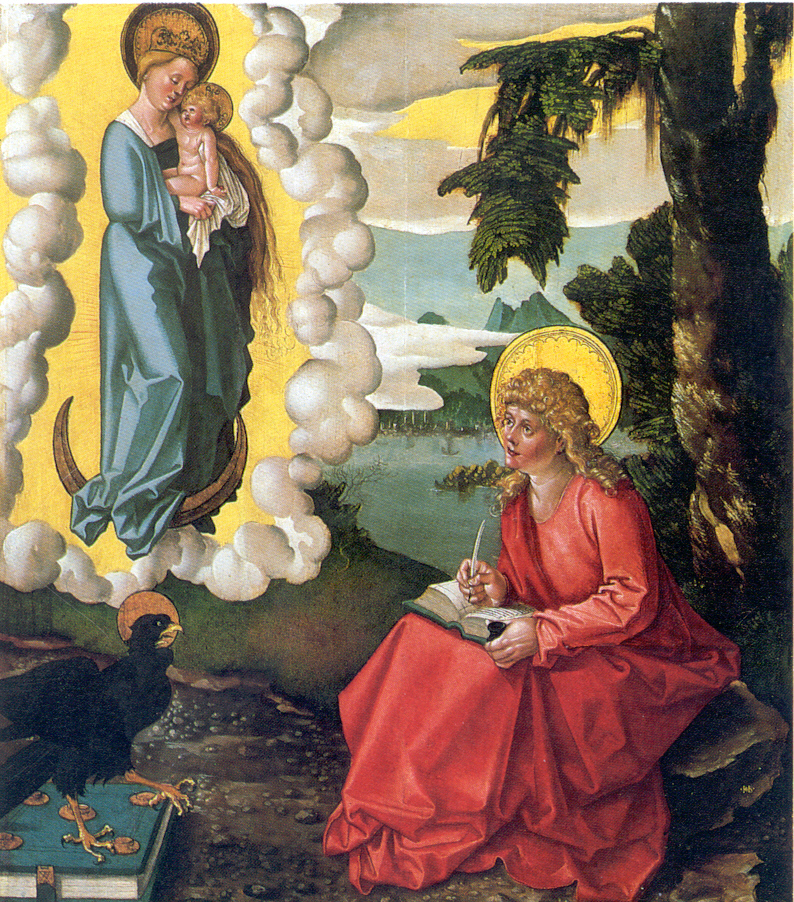
Видіння Святого Іоана
(Ханс Бальдунг Грін (1511))

Уперше образ Жінки, зодягненої в сонце, з'явився в видіннях Івана Богослова й пізніше знайшов відбиття в Одкровенні. Як трактують богослови, апостол Іван віддалився зі своїм учнем Прохором на пустельну гору, де наклав на себе триденний піст. Під час молитви апостола гора загойдалася, загримів грім. Прохор зі страху впав на землю. Апостол Іван підійняв його і наказав записувати те, що він буде говорити. «Я є Альфа й Омега, початок і кінець, говорить Господь, Який є і був і гряде, Вседержитель» (Об. 1:8) — сповіщав Дух Божий через святого апостола. Так близько 67 року була написана Книга Одкровення (Апокаліпсис) святого апостола Івана Богослова. Про образ Жінки йдеться у 12 главі:
|  | І з'явилося на небі велике знамення: жона, оповита сонцем; під ногами її місяць і на голові її вінець з дванадцяти зірок. Вона мала в утробі і кричала від болю і мук народження. |

Жінку супроводжує
|  | дракон величезний червоний з сімома головами і десятьма рогами, і на головах його сім вінців. Хвіст його захопив з неба третю частину зірок і кинув їх на землю. |

Призначення дракона в тому, що він чекає,
|  | щоб, коли вона народить, пожерти її немовля. |

Коли Жінка народила немовля чоловічої статті,
|  | якому належить пасти всі народи залізним жезлом; і піднесене було дитя її до Бога і престолу Його. |

Жінка втікає до пустелі, а в цей час в небі відбувається битва між драконом і його ангелами та архангелом Михаїлом, якому допомагають його ангели, що скидають дракона на землю. А голос з небес оголосив Царство Боже і владу Христа.

## Інтерпретація образів

### Символіка образу Жінки

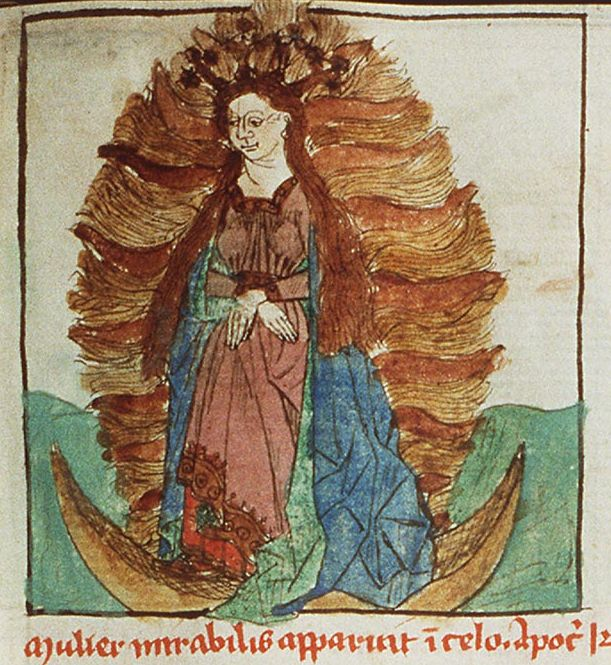
Жона, одягнена в сонце
(Speculum humanae salvationis, 1450 рік)

Переважна більшість тлумачів вважає, що Жінка, зодягнена в сонце, означає християнську церкву. А її вінець на голові з дванадцяти зірок символізує вчення Апостольської церкви: Андрій Кесарійський пояснює:
| Деякі під «Жінкою, зодягненою в сонце», розуміли Пресвяту Богородицю, яка багато потерпіла перш, ніж був пізнаний Її Син. Але так як Господь наш народився задовго перед цим одкровенням, то великий Мефодій, вважаючи, що це не відповідає народженню Господа, жінку приймає за Святу Церкву. Буде незайвим привести тут і слова самого Мефодія, який у своїй бесіді говорить від імені діви Прокли: «Жінка, зодягнена в сонце, є Церква; одежею для неї служить світло, а золотом і дорогоцінним камінням блискучими — найкращі і ясновельможні зірки. Вона зійшла на місяць. Від місяця залежить вологість в природі, і тут алегорично під місяцем, зрозуміло, віра очищається і звільняються хрещенням від тління…». Так і Церква одяглася в Сонце правди — Христа. «Бо світло нічного світила, яке вказує на мирське життя, змінюється подібно місяцю, який вона має під своїми ногами». «Глава» її носить вінець апостольських догматів і чеснот. (Слово 11, Глава 33) |

Тобто, в 12-му розділі Одкровення йдеться про вчення церкви та про узгодженість її з владою. При цьому, сонце над головою Жінки символізує владу священства, а місяць під її ногами означає сяйво царської влади. Так у 12-му розділі Одкровення символічно йдеться про «священство та про царство» або про відносини Церкви й держави перед кінцем світової історії.
Народження дитини в муках порівнюють із становленням церкви, яка зазнала багато переслідувань. Зокрема, це саме говорить в поясненнях Іполіт Римський, який в образі Жінки, одягненої в сонце, бачить церкву, убрану в Слово Отче, сяючу наче сонце. Вінець на чолі з дванадцяти зірок, вказує на дванадцять апостолів, через яких заснована церква. А те, що Мати в муках народжує дитину, він пояснює тим, що не перестане церква народжувати від серця Слово, яке будуть гнати у світі всі невірні.

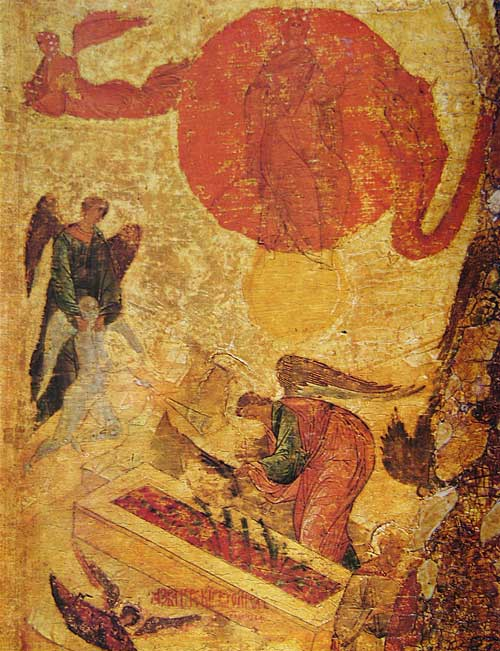
Жінка, одягнена в сонце, і ангел, який пожинає грона гніву
(деталь ікони «Апокаліпсис», бл. 1500)

### Образ Ангела
Єпископ Петро писав в 1885 році:
|  | Іоанн бачив Ангела, що летів на небі, ймовірно, тримаючи в своїй руці розгорнутий свиток, і показуючи його всім народам. |

Ангел тут не означає власне ангела, бо ангел не вчить Євангелія, але — проповідника Євангеліє, служителя церкви. Ангел взагалі значить вісник або посланник, якому Богом доручено виконати яку-небудь справу. У цьому сенсі св. Іоанн Предтеча, протоієрей Огій та інші служителі Божі називаються Ангелами. Тому й тут в образі ангела маються на увазі проповідники Євангелія, яким доручено служіння примиренню людей з Богом. Цей ангел летів на небі. Це означає, що служителі Божі звертаються на очах у всіх, поставлені на видному, почесному місці, публічно відправляють службу в церкві, так щоб всі могли бачити їх.

### Образ дракона

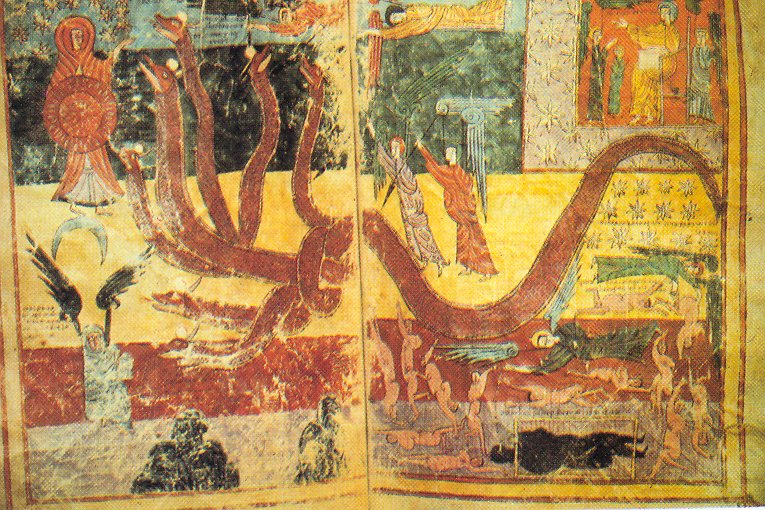
Жінка і дракон, бл. 975 року

«Хвіст його захопив з неба третю частину зірок і кинув їх на землю» (Одкров. 12: 4) — так передбачає Іван дії дракона, що намагається знищити дитину, яку народила Жінка.
«Великим червоним драконом» називається в Одкровенні «диявол і сатана» (Одкров. 12: 9), а «діадема» — вінець царської влади. Сім голів і десять рогів дракона зустрічаються також «на червоній звірині, переповненій іменами богохульними, з сімома головами і десятьма рогами» (Одкров. 17: 3). Тому очевидно, що великим червоним драконом є царство багряного звіра в 17-му розділі Одкровення, тобто царство антихриста. Деякі богослови, зокрема прот. Сергій Булгаков, тлумачать, що це царство — СРСР.
Під хвостом дракона, який захопив з неба третю частину зірок і кинув їх на землю, Андрій Кесарійський розуміє:
|  | Під сим зрозуміло щось двояке: або перше його падіння з неба ... захопившись на землю переступили з ним Ангелів, або ... рух хвоста [дракона], що відволікає від небесного мудрування нетвердих [людей], які після освіти у Святому Хрещенні образно названі зірками (Слово 11, Глава 33) |

Втім, про падіння з неба третьої частини всіх ангелів з Біблії нічого не відомо, а в додатку до історії XX століття, «третя частина зірок» за Булгаковим мала б означати світову систему соціалізму, яка разом з Китаєм становила в XX столітті третю частину населення всієї Землі.

### Символіка народження немовляти
«І народила вона немовля чоловічої статі…» (Одкров. 12: 4) — говорить Іван Богослов про дитину, яку народила Жінка.

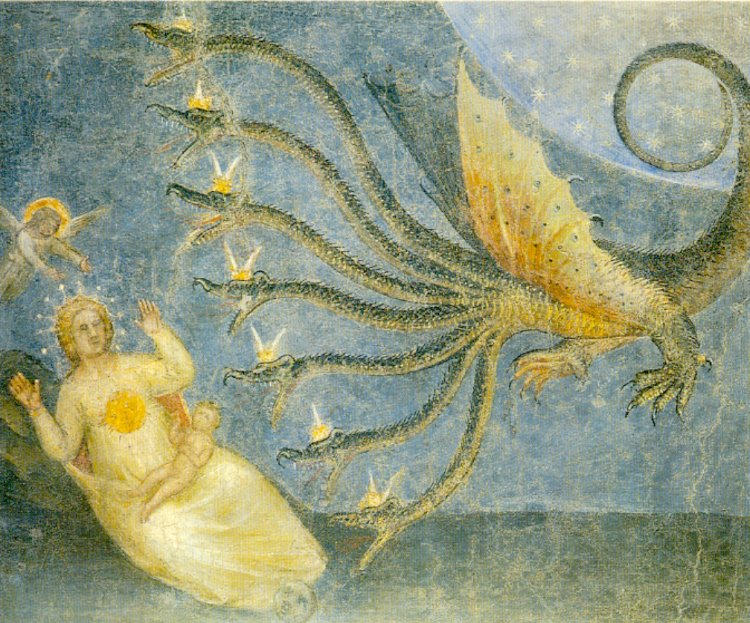
Дракон, який готовий з'їсти немовля, народжене Жоною
(Джусто де Менабуої, XIV століття)

Народження Жінкою немовляти Сергій Булгаков трактує так:
|  | Протистояння Жони дракону висловлює загальну думку про те, що Церква перебуває у прямому і запеклому борінні з драконом і «древнім змієм», самим сатаною, який виступає у всеозброєнні разом із земними державами |

.
Народження дитини в муках — означає біль церкви, яка бореться за кожну душу, що навертається до неї. Особливо, якщо ця душа була колись грішною. Про чоловічу стать дитини знаходимо пояснення у Андрія Кесарійського, який аргументує це тим, що тепер церква народжує синів — мужів, які не надто благочестиві. Але при зростанні безчестя, при посиленні антихристиянства, яке присутнє останнім часом, вони повинні будуть виділитися не тільки перед нечестивими, а й перед благочестивими, і внаслідок посиленої боротьби удосконалюватись і прославляться в чеснотах.
Роль чоловіка в суспільстві пояснює й Апостол Павло:
|  | Як по всіх Церквах у святих, нехай у Церкві мовчать жінки ваші! Бо їм говорити не позволено, тільки коритись, як каже й Закон. Коли ж вони хочуть навчитись чогось, нехай вдома питають своїх чоловіків, непристойно бо жінці говорити в Церкві! (1 Кор. 14:33–35). |

### Образ жезла

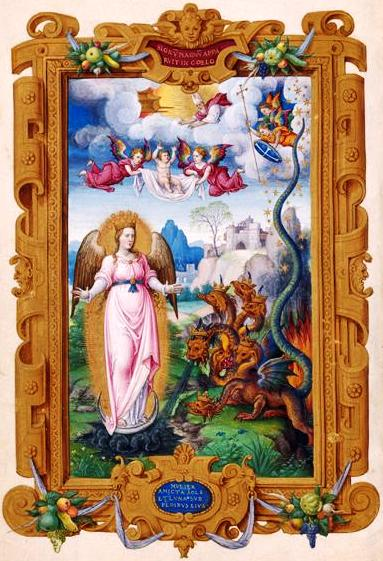
Жінка Апокаліпсису
(Годинники Анн де Монморансі)

Досить поширено трактується образ жезла в руках народженого Жінкою немовляти: «якому належить пасти всі народи залізним жезлом;» (Одкров. 12: 5).
В Тлумачній Біблії сказано:
|  | Моральна сила таких святих людей буде настільки велика, що може бути уподібнене залізному жезлу пастиря, що пасе народи. |

Тут треба взяти до уваги, що в Одкровенні зустрічається не один, а два жезли, а саме — золотий і залізний. Про золоту тростину сказано, що це є «міра Янгола» (Одкров. 21: 15, 17). Тобто золота тростина служить для вимірювання істинної віри. Тому влада її не простягається на язичників і є символом влади первосвященника.
Тому жезл — символ пастирської влади, що вручався царем Патріарху перед інтронізацією в Константинополі в XIV столітті — був із золота і дорогоцінних каменів.
Навпаки, «залізний жезл» є символом царської влади, яка належить Сину Божому Ісусу Христу:
|  | З уст же Його виходить гострий меч, щоб ним уражати народи. Він пасе їх жезлом залізним; Він топче точило вина лютости і гніву Бога Вседержителя. На одязі і на стегні Його написано ім'я: Цар царів і Господь володарів. (Одкров. 19: 15, 16) |

Ісус каже в Одкровенні, що цей залізний жезл буде цей одній людині, яка перемагає і дотримується справи його до кінця для того, щоб мати владу над язичниками і пасти їх жезлом залізним, обіцяючи при цьому дати «зірку ранкову» (Одкров. 2: 26-29).
Апостол Петро пише, що «світова зірниця» означає здатність розуміння пророцтв Апокаліпсиса. (2-е Петра 1: 19-21). Тому очевидно, що Ісус говорить тут (Одкров. 2: 26-29) не просто про царську владу, а про божественну теократію.
Відомий історик російського зарубіжжя, професор Варшавського Університету М. В. Зизикін вважає, що потрібно розрізняти два Царства Христового і внаслідок цього дві Його влади: в одному сенсі Він цар, як Вседержитель всіх віруючих, а в іншому — підпорядкував Своєму царству тих, які добровільно визнали Його царем.
Він залишається Верховним Учителем (Мт. 23, 8), Верховним Первосвященником (Євр. 7, 24-25) і верховним правителем Свого царства, Архипастирем (1 Петр. 5, 4).
Поділ служіння в царстві Ісуса Христа на священство і царську гідність знайшов відбиття і в Одкровенні Івана:
|  | Іоан семи церквам, що знаходяться в Асії: благодать вам і мир від Того, Хто є і був і гряде, та від семи духів, які знаходяться перед престолом Його, і від Ісуса Христа, Який є свідок вірний, первісток з мертвих і владика царів земних. Йому, Який полюбив нас і омив нас від гріхів наших кров’ю Своєю і зробив нас царями і священиками Богу й Отцю Своєму, слава і держава на віки віків, амінь. (Одкров. 1: 4—6). |

|  | ... і зробив нас царями і священиками Богові нашому; і ми будемо царювати на землі. (Одкров. 5: 10). |

Отже, два свідки Одкровення мають різне помазання і служіння, з яких один помазаний на царство, а інший на священство. А значить, кожному з них окремо вручаються жезли — золотий і залізний, бо залізний жезл є символом царської влади, а золотий жезл — символ влади первосвященика. І, таким чином, очевидно, що «немовлям, якому належить пасти всі народи жезлом залізним», (Одкров. 12: 5) є один з двох свідків Одкровення, про який сказано:

Непорочне зачаття
(Джованні Баттіста Тьєполо)

|  | Хто перемагає і дотримується діл Моїх до кінця, тому дам владу над язичниками, і буде пасти їх жезлом залізним; як посуд глиняний, вони будуть розтрощені, як і Я одержав владу від Отця Мого; і дам йому зірку ранкову. Хто має вухо (чути), нехай чує, що Дух говорить Церквам. (Одкров. 2: 26-29). |

### Образ пустелі
Втеча Жінки в пустелю означає гоніння на Православну церкву в царстві антихриста.
Це трактує Іполит Римський. В образі Жони, одягненої в сонце, на його думку, Іоан показує церкву, убрану в Слово Отче, сяйнисте паче сонця. Але буде панувати тиран одну тисячу двісті й шістдесят днів, переслідуючи церкву, «що біжить від міста до міста, і в пустелі ховається в горах».
Сергій Булгаков вважає, що втеча в пустелю не означає, що Церква в ній стає недоступною для гонінь, які навпаки можуть набувати, на його думку, широких розмірів. Він називає порятунок Жінки в пустелі чудом збереження Богом своєї церкви в умовах гонінь: "Господь тримає від очей переслідувачів і зберігає «святий залишок», насіння «Церкви, які згодом неждано дають сходи і плоди». Російський богослов, митрополит Філарет (Дроздов) вважає пустелі не безлюдним місцем «бо церква сама є натовп вірян», а сприймає її як вказівку на «пустелю внутрішню» тобто видалення від «світу» і наближення до Бога.
Період, який Жінка пробуде в пустелі, названий Іоаном в тисячу двісті шістдесят днів (42 місяці, близько 3,5 років). Олександр (Мілеант), відзначаючи, що числа в Апокаліпсисі треба розуміти алегорично, можливим поясненням цього терміну називає те, що 3,5 роки тривало земне служіння Христа, стільки ж тривали гоніння імператорів Нерона і Доміціана. У Андрія Кесарійського термін у 3,5 роки розуміється як час, який віряни будуть ховатися «в пустелі чуттєвої — горах, проваллях і печерах».
Два орлиних крила, які дарує Бог Жінці для втечі, отримали різні інтерпретації:
- «Молитва і піст, якими християни одухотворяються і робляться недосяжними для дракона, що повзає по землі, як змій»;
- божественна всемогутність і благість, одержувані церквою, коли Бог в період гонінь бере її під свою опіку;[4]
- руки розп'ятого Ісуса Христа: «розпростерши святі руки Свої на святому дереві, розгорнув два крила, праве і ліве, закликаючи до себе всіх вірян»;[5]
- оновлення, оскільки орел в повір'ях древніх, коли змінює пір'я, то оновлюється і тому може жити дуже довго.[15]

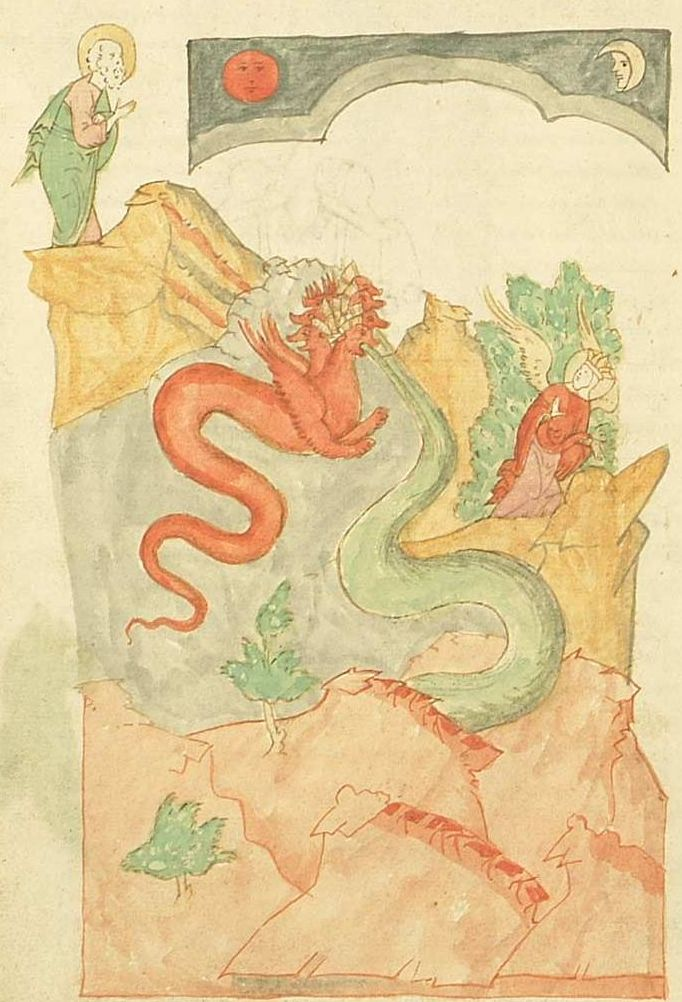
Жона переховується від дракона в пустелі
(мініатюра лицевого Апокаліпсиса, XVI століття)

Втеча Жінки супроводжується атакою дракона, який пустив її слідом воду, яку поглинула земля. На думку Сергія Булгакова, ця алегорія є дуже складною для тлумачення. Вода отримала такі трактування: язичництво, військо, лестощі, хитрість, спокуси; земля: енергія самої Церкви, визначений їй Богом шлях. У Андрія Кесарійського дано наступне трактування цього нападу:
|  | вийде в слід її вода на подобу річки; інакше: вийде безліч або злих демонів, або різних спокус. - Земля ж, кажуть, допомагала їй, утримуючи прагнення лукавих або дальністю відстані, або безводдя і посухою, або покорою святих, які, говорячи від серця: «аз єсмь земля і попіл» (Бут.18: 27), тим самим розривають всі диявольських мережі. |

## Богородиця
Одночасно з глибокої давнини християнські поети і мислителі розглядали цей образ як символічне зображення Пресвятої Богородиці, Матері Христа. З часів апостолів Пресвята Діва Сама вважається символом Церкви і Матір'ю всіх, усиновлених Богом у Христі.
Протоієрей Сергій Булгаков вважає, що образ Жінки не цілком збігається з образом Богоматері, але той факт, що сатана в образі дракона не в силі її спокусити, засвідчує, що це образ Пресвятої Богородиці.
Трудно не допустить, что искушение от сатаны, которое постигало даже и самого Христа, по-своему не распространялось и на Пресвятую Богородицу, в Ее стоянии у креста и духовном сораспятии Сыну Своему. Но и на этот раз в душе Ее прозвучало лишь одно Ее слово: «се раба Господня», как и слово Сына Ее: д«а будет воля Твоя». Дракон с диадемами государственной власти, пригвоздившей Христа ко кресту, тогда еще мог стоять пред Нею, хотя и бессильно Ее искушал. Но после этого искушения, после воскресения Христова, сделались окончательно бессильны новые личные искушения для Пресвятой Богородицы, даже если они и были (о чем нам все-таки не поведано), и после Своего Успения Она пребывает «честнейшею херувим».

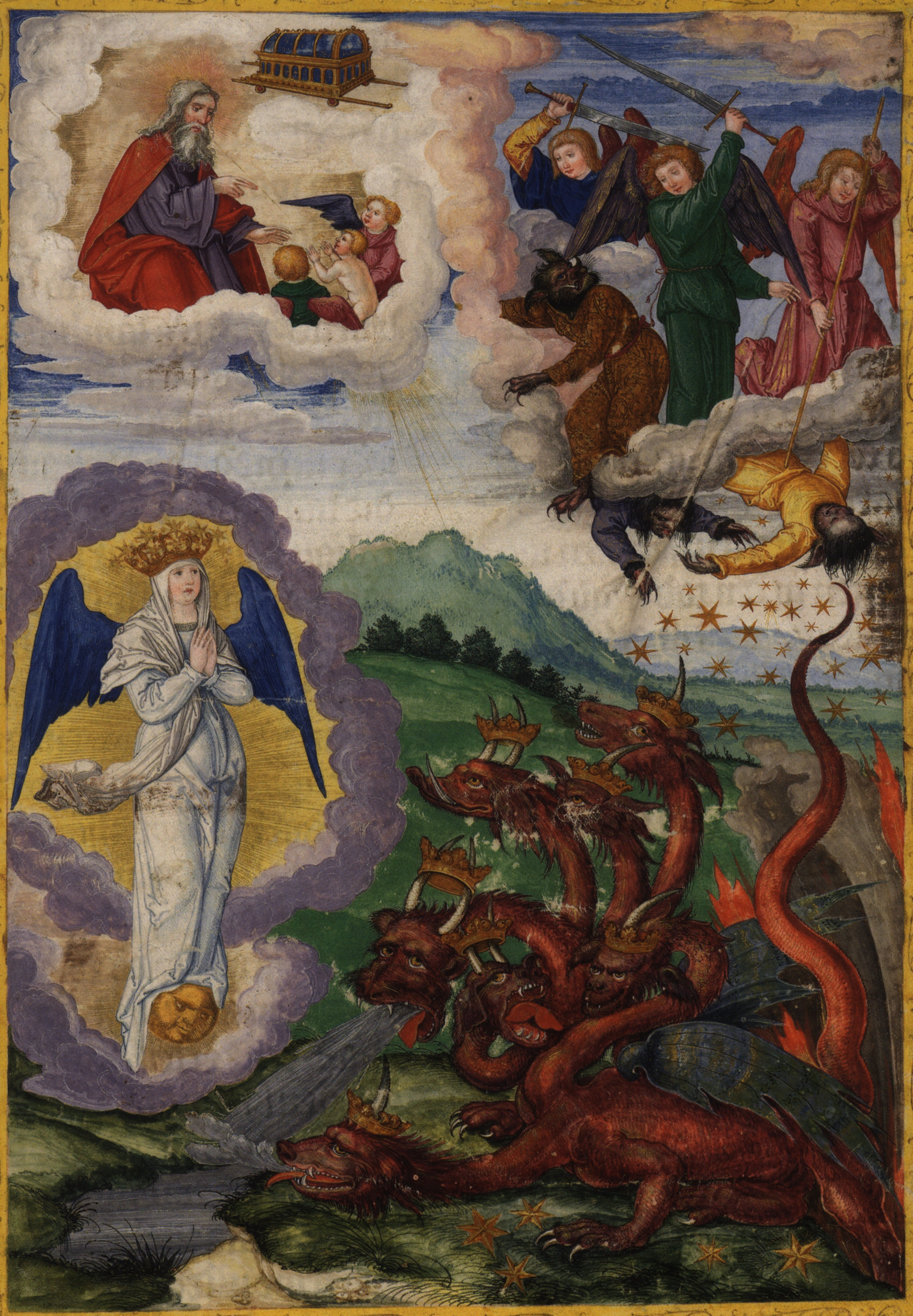
Жінка Апокаліпсису
(Матіас Герінг Ottheinrich-Bibel, лист 295)

Дане тлумачення є поширеним у сучасній католицький церкві, його дотримувалися папи Пій X, Пій XII (наводить цей образ в буллі «Munificentissimus Deus», яка встановлює догмат про Внебовзяття Діви Марії), Павло VI і Іван Павло II. Папа Бенедикт XVI в своєму виступі, присвяченому книзі Одкровення, підкреслив, що образ Жінки належить до Марії, але одночасно до всієї церкви, яка бере участь у тріумфі над злом. Католицька енциклопедія повідомляє, не зважаючи, що ряд висловлювань книги Одкровення належать ймовірніше до християнської церкви, але вони застосовні до Діви Марії внаслідок її особливого значення для християнства.
Особливе трактування отримали 42 місяці перебування Жінки в пустелі — символ гоніння християн при імператорі Нероні, коли, за словами Амвросія Медіоланського, життя Марії було прикладом для всіх..

## Альтернативні трактування образу
Існує ряд інших трактувань біблійного образу Жінки, зодягненої в сонце. Деякі дослідники вбачають в цьому: Ізраїль та Єву
- Ізраїль

Образ Жінки можна трактувати як зображення Ізраїлю, тому що вона пов'язана з сонцем, місяцем, і дванадцятьма зірками. Ці символи взяті з книги Буття (37:9-11), в якому патріарх Йосип у сні бачить Сонце і Місяць, які символізують його батька і матір та зірок, які є його братами, що поклоняються йому. Взяті разом, сонце, місяць і дванадцять зірок символізують народ Ізраїлю.
- Єва

Ті, хто бачать в образі Жони Єву, пояснюють це тим, що Єва є частиною тристороннього конфлікту за участю її нащадків і дракона, який ототожнюється з древнім змієм (один з раю).
|  | І розлютився дракон на жону, і пішов, щоб вступити в бій з іншими з роду її, які зберігають заповіді Божі і мають свідчення Ісуса Христа. |

Цей конфлікт відбувавався і в Бут. 3:15 між Євою, змієм, і її майбутніми нащадками, тобто, між Марією, Сатаною і Ісусом:
|  | І Я покладу ворожнечу між тобою й між жінкою, між насінням твоїм і насінням її. Воно зітре тобі голову, а ти будеш жалити його в п'яту. |

- Росія

В. С. Соловйов писав в 1885 році:
|  | В одній розмові Достоєвський застосовував до Росії бачення Іоанна Богослова про «жінку, зодягнену у сонце і яка бажає в муках народити сина людського»: дружина - це Росія, а народжене нею є те нове Слово, яке Росія має сказати світові. Правильно чи ні це тлумачення «великого знамення», але нове слово Росії Достоєвський вгадав вірно |

.
Ця тема звучить в «Щоденниках письменника» Федора Достоєвського. Відповідаючи на критику А.Градовского знаменитої «Промови про Пушкіна», яку виголосив Ф. М. Достоєвський 8 червня 1980 року на засіданні Товариства любителів російської словесності, Ф. М. Достоєвський писав:
| | А якщо нас знайдеться двоє таких вірян, то ось уже й усе врятовано, цілий світ двох нас завершений, спорудимо вівтар і принесемо жертву. Ви ось у переможній іронії вашої щодо моїх слів у моїй Промові про те, що ми, можливо, скажемо слово «остаточної гармонії» в людстві, кидаєтеся на Апокаліпсис і отруйно вигукуєте: «Словом, здійсніть те, чого не передбачає і Апокаліпсис! Навпаки, той віщує не «остаточну згоду», а остаточну «незгоду» з настанням Антихриста. Навіщо ж приходити Антихристу, якщо ми скажемо слово остаточної гармонії. Страшенно дотепно, тільки ви тут пересмикнули. Ви вірно не дочитали Апокаліпсис, пане Градовський. Там саме сказано, що [після] під час найсильніших незгод не Антихрист, прийде Христос і влаштує царство Своє на землі (чуєте, на землі) на 1000 років. Тут же додано: блаженний, хто бере участь у першому воскресінні, тобто в цьому царстві. Ну ось у цей час, можливо, ми й висловимо те слово остаточної гармонії, про яке я говорю в моїй Промові. Ви [здивуєтеся моєму містицизму] знову скажете, що це фантастично, закричіть, що це вже містика. А не лізьте самі в Апокаліпсис, не я почав, ви почали |
| — Федір Достоєвський, Ф.М.Достоєвський, «Щоденник письменника», ПСС у XXX томах, том 26, стор. 164 | |

Передбачення Достоєвського, що «нове слово» Росія повинна сказати світу, тісно переплітається з прогнозом Апокаліпсиса про благу вістку «Вічного Євангелія» в кінці світової історії:
|              | 6 І побачив я іншого ангела, що летів посеред неба, який мав вічне Євангеліє, щоб благовістити тим, які живуть на землі, усякому племені, і коліну, і людям, й народу; 7 і говорив він гучним голосом: бійтеся Бога і воздайте Йому славу, бо настав час суду Його, і поклоніться Тому, Хто створив небо і землю, і море, і джерела вод. |
| — Об. 14:6-7 | |

Тема Росії постає і в коментарях до Книги пророка Даниїла, запевняючи, що постане великий князь Михаїл, що стоїть за своїх синів, але настане час утиску, якого ще не було.
Тлумачення слів цього пророцтва Даниїла першим дав прозорливий старець ієросхимонах Авель, в миру селянин Василь Васильєв (1757–1841), який відомий своїми пророцтвами царському дому Романових. Він передбачив долю всіх майбутніх імператорів аж до мученицької кончини царя Миколи II в результаті «зречення Росії від свого Богопомазанника», а також дві світові війни і «велике страждання Росії в XX столітті від безбожного ярма за відступ російського народу від Православ'я»
Авель вважав, що великий князь Михайло з пророцтва Даниїла означає останнього російського царя, який «на малий час перед кончиною світу» відновить в Росії Самодержавство царської влади. Ім'я Михайло він розумів символічно, а в розмові з імператором Павлом І Авель назвав і саме це ім'я, яке стане порятунком для Російської держави. Це ім'я він промовив ледь чутно, щоб було приховане до належного часу.
Втім, не тільки Авель, але багато святих старців в Росії в XIX столітті передбачали падіння самодержавства і пов'язували долю Росії з наближенням «кінця світу». Архієпископ Феофан (Бистров 1872–1940) підсумовував пророцтва, отримані ним від старців здатних передбачати майбутнє. Він пророкував, що прихід Антихриста близький, але перед його приходом Росія повинна відродитись, а Цар буде обраний самим Богом.
Антонію (Чернову), душеприказчику і келійнику владики Феофана, належить такий запис слів архієпископа Феофана:
|  | Владику Феофана запитували: «Чи буде останній Російський Цар Романовим?» На що архієпископ від себе вже відповідав: «Він не буде Романовим, але по матері він буде з Романових, він відновить родючість Сибіру» … |

Ці ідеї знайшли розвиток у роботах багатьох авторів Російської Православної Церкви другої половини XX століття:
| Відомі пророцтва, деяких святих про відновлення на Русі Православного Царства на невеликий термін перед самим царювання антихриста. Але, як вказують архим. Костянтин, ієром. Серафим (Роуз), можливість це не безумовно, а умовно, тобто може здійснитися лише за наявності мінімуму духовно придатного людського матеріалу — людей, здатних до покаяння, живої віри, подвигу. Для церковної свідомості очевидно, що відновлення такого Царства можливо тільки чудовою дією Божою. Ніякі монархічні партії, земські та національні собори, установчі збори та інші потуги людські самі по собі системи зла подолати не зможуть і такого Царства нам не створять. Вони лише можуть висунути формально «легітимних» кандидатів, але в умовах контролю всіх сфер життя системою зла ці кандидати неминуче виявляться пов'язаними з системою, і тому, фактично, лжецарі. — А.Тускарьов (1993) |

## Астрономічна інтерпретація
В рамках астрономічної інтерпретації книги Одкровення, зробленої М. О. Морозовим, розповідь Іоана містить в собі опис положення різних сузір'їв над островом Патмос під час бурі 30 вересня 395 року. Морозов у своєму творі «Одкровення в грозі і бурі. Історія виникнення Апокаліпсиса» (1907 рік) дав наступну інтерпретацію образу Жінки і пов'язаних з нею подій:
- Дружина — сузір'я Діви, вінець на її голові — сузір'я волосся Вероніки, вагітність — хмара частково закрила сузір'я;
- Червоний дракон — сузір'я Змія;
- Немовля, народжене Дружиною — сузір'я Геркулеса;
- Втеча Жінки в пустелю на 1260 днів — невидимість сузір'я Діви до 13 березня 399 року.[35]

Це датування не підтримується наукою як те, що суперечить фактам згадок про видіння Іоана в працях ранньохристиянських авторів вже у II столітті, і астрономічно дуже неточна, але активно використовується авторами «нової хронології»
Вони, коли минуло понад сімдесят років після досліджень М. О. Морозова, спираючись на нові результати, стверджують, що Апокаліпсис був написаний саме в 1486 році, тобто в епоху Османських завоювань. Але, середньовічний християнський світ з острахом очікував кінця світу у 1492 році н. е., який був 7000-им роком від Адама за візантійською ерою. Згідно з панівними тоді переконаннями, саме в 7000-му році повинен настати кінець світу. Згідно з цим, Апокаліпсис присвячений подіям, очікуваним в 1492 році. При цьому, у перших же рядках Апокаліпсис прямо заявляє: «час близько» (Одкров. 1:3). Тобто — 1492 рік або 7000-й рік від Адама скоро настане. Тому незалежна астрономічна наука датує Одкровення 1486 роком, тобто воно було написано за 6 років до очікуваного кінця світу.
Також образ Жінки, зодягненої в сонце трактується як сонячне затемнення. Про це йдеться у книзі Чмихова М.О. «Джерела язичництва України-Русі», який пояснює, що
|  | ...після звуку труби ангела не тільки вдарять блискавки, загримить грім, почнеться землетрус і піде великий град, а й з'явиться на небі знамення: жінка, вдягнена в сонце, під ногами в неї знаходиться місяць, а на голові — вінок із 12 зірок (Об 11, 19—12, 1) |

## Образ в іконографії

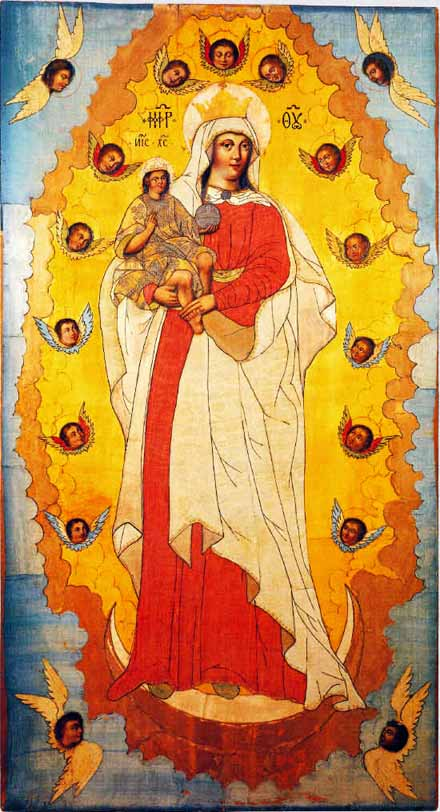
Благодатне Небо
(Василь Познанський, 1682 рік)

Алегоричний тип Богоматері в образі апокаліптичної Жінки виник в Німеччині в XV столітті.
В іконографії ікони «Жінка, зодягнена в сонце» — Богородиця представлена в повний ріст, з Немовлям на руках. Її ноги спираються на місячний серп, від фігури виходять золоті промені, що утворюють ореол сяйва (мандорла), на голові Богородиці (в більшості зображень і на голові Дитяти) корона. Образ є прямою ілюстрацією слів з Апокаліпсиса:
|  | І з'явилась на небі велика ознака: Жінка, зодягнена в сонце, а під ногами її місяць, а на голові вінок із дванадцяти зірок ... І дитину вродила вона чоловічої статі, якому належить пасти всі народи жезлом залізним (0дк. 12:1,5) |

. Одягненою у сонце, називається Божа Матір в акафісті Успінню Пресвятої Богородиці (кондак 1):
|  | Радуйся, зодягнена в сонце, сяюча благодаттю і славою всій вселенній. |

Різні варіанти даного іконографічного типу отримали велике поширення в польському мистецтві, звідки через Україну, Білорусь і Литву прийшли в Росію.
До цієї іконографії належать шановані в Росії ікони Віленська і «Благодатне Небо» з Архангельського собору Московського Кремля. Остання була створена царськими іконописцями Оружейної палати в 1678–1680 роках за західним зразком. Ймовірно, за цим же зразком була виконана в 1682 році і ікона-аплікація для церкви Розп'яття Великого Кремлівського палацу. Її автор — Василь Познанський, був вихідцем із західних земель. Можливо, він і привіз до Москви цей іконографічний зразок.
Ікона з Третьяковської галереї відтворює один з варіантів цієї іконографії. Богоматір представлена в ріст, фронтально. Її руки, які підтримують Немовля, схрещені; в лівій руці — білий плат; пальці правої руки складені в жесті благословення. Немовля Христос зображений із закритим Євангелієм в лівій руці. На головах Матері і Сина золоті корони з хрестами, оточені німбами. Вгору летять два ангели, які покладають корону на голову Богоматері. Третій ангел вінчає короною голову Немовляти Христа. Богоматір зображена на тлі червоного овалу мандорли зі світлими охристими променями сяйва. На її плечах дві білі променисті зірки. Під ногами Богоматері — місячний серп. На мандорлі напис: «Жінка, зодягнена в сонце». На місячному серпі продовження написи: «і місяць під ногами її». Найближчі іконографічні аналогічні ікони виявляються в польському мистецтві.
До ікон цього типу належить ікона Божої Матері «Остробрамської», яка перебуває у Вільно (Литва) в каплиці на Гострих Воротах і особливо шанується православними Литви, України, Росії та Білорусі. Існує переказ, що ця свята ікона чудесним чином з'явилася в місті Вільно на Гострих воротах 14 квітня 1431, і відтоді щорічно Православна церква 14 квітня вшановує цю ікону. Однак за іншою версією із записів, що стосуються міста, виявляється, що ікона в Литву була привезена з Криму, а саме з Херсонеса Таврійського, яка поміж військової здобичі була забрана татарами з грецького храму міста. Святу ікону Ольгерд, який сповідував православ'я і був хрещений з ім'ям Андрій, подарував своїй дружині. За сприяння цього подружжя пізніше була побудована дерев'яна церква в ім'я Святої Трійці, за сповідання якої постраждали Віленські мученики. При цій церкві існував монастир, якому і була подарована дружиною Ольгерда чудотворна ікона.
Свята Корсунська ікона Богородиці написана на двох дубових дошках. На лику Богородиці видно рівний поздовжній шрам, що з'явився внаслідок лінії з'єднання дощок. Богоматір зображена на іконі одна, без немовляти Ісуса Христа. Свята Діва представлена в момент найбільшої події для світу: момент архангельського благовістя про народження від неї Боголюдини.
Над головою Богородиці в ризі прикріплена двоярусна корона, в усіх напрямках від лику йдуть довгі промені, а під іконою велике зображення місяця, зробленого з металу, яке служить як би підніжжям для Пречистої.
Вільнюський дослідник професор І. Ремер прийшов до висновку, що ікона писалася в XV або XVI столітті. Робилися спроби і точнішого датування образу. Так, деякі фахівці вважають, що Остробрамська ікона була виконана в 1620-1630-ті роки і, ймовірно, відтворювала прототип, створений нідерландським художником Мартеном де Восом.
У Києві в 2002 році був заснований храм на честь Віленської-Остробрамської ікони Божої Матері. Нині це єдиний храм на честь святої ікони Божої Матері. Головним надбанням оселі є величне зображення Небесної покровительки храму — ікона Пресвятої Богородиці.

## Образ в живописі

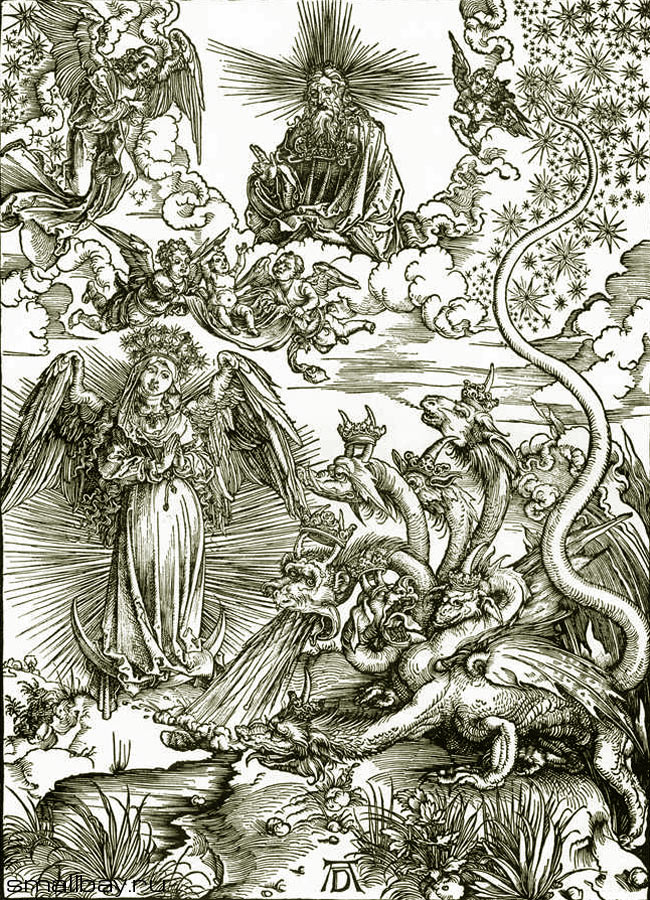
Жінка-Сонце і семиголовий Дракон
Альбрехт Дюрер

Перші живописні зображення місячного півмісяця і Мадонни можна знайти на полотні лат. «Hortus Deliciarum» Герадди з Ландсберга, яка жила в XII столітті. Спочатку в деяких зображеннях Місяць перебуває як повний місяць, з XV століття з'являється форма зростального серпоподібного Місяця, що чергувався вгору / вниз відкритим серпом.
В XVI столітті до серпоподібного Місяця приєднався мотив змії, як символ зла, яке перемагає Марія.
До XVII–XVIII століття з'явилися зображення Марії Непорочної — лат. Maria Immaculata, без немовляти, що літає в небесах.

Жінка Апокаліпсису
Пітер Пауль Рубенс

В апокаліптичному видінні, власне, не називається Мадонна, говориться просто про Жінку, зодягнену в сонце, яка до того ж вагітна. Внаслідок багатьох інтерпретацій, в готичному мистецтві все частіше стали надавати Жінці риси Діви Марії, а після XIV століття посилився зв'язок матері і дитини, з посиланнями на біблійну «Пісню над піснями». Тепер уже в мистецтві Мадонна з півмісяцем, Апокаліптична дружина або Мадонна Сонця й Місяця зустрічається досить часто. Зображення Жінки, одягненої в сонце, є традиційним сюжетом середньовічних мініатюр ілюмінованих Апокаліпсисів. Гравюри на цей сюжет для своїх циклів ілюстрацій Біблії створили Альбрехт Дюрер і Густав Доре. У дні жорстоких потрясінь, в 1498 році Дюрер створює свій «Апокаліпсис» — п'ятнадцять великого розміру гравюр на дереві, які він з неймовірною для того часу сміливістю населяє персонажами, одягненими в костюми його епохи, намагаючись критикувати розбещених церковників і князів, показуючи у першу чергу, яка їх має спіткати відплата. Серед цієї серії і гравюра «Жінка-Сонце і семиголовий Дракон».
Роботи з таким сюжетом створили Ганс Мемлінг, Ієронім Босх, Мартін Жаффнер, Ель Греко, Дієго Веласкес. Образ Жінки присутній у творчості Пітера Пауля Рубенса. Це був масляний ескіз на замовлення князя-єпископа Вієта Адама для головного вівтаря в соборі Фрайзінг на півдні Німеччини. У центрі Богородиця тримає Дитятко Христа, попри змія гріха, який звивається навколо Місяця біля її ніг. Зліва Архангел Михаїл і ангели виганяють Сатану та інших огидних демонів. Вище Бога Отця вказує ангел розмістити пару крил на плечах Богородиці. В картині протиставляється добро і зло, зіставляється агонія нечистої сили, яка потрапляє до пекла з Богоматір'ю та немовлям, що здіймаються в небо. Швидкість жестів мазків надають безпосередності і драми в сцені.
Ілюструючи Біблію, інший відомий художник Гюстав Доре дотримувався академічних вимог, що не можна сказати про його ілюстрації до «Апокаліпсису», серед них гравюра на дереві «Жінка, зодягнена в сонце», створена в 1866 році в Лондоні.
|                                                     |  | Ієронім Босх (бл. 1450–1516)                             |  |                                              |  |                                                                                   |
| Сяюча Мадонна (Майстер житія Марії, 1460–1480 роки) |  | Іоанн Богослов на Патмосі (Ієронім Босх, 1504–1505 роки) |  | Жінка, зодягнена в сонце (Гюстав Доре, 1866) |  | Великий Червоний Дракон і Жінка, зодягнена в Сонце (Вільям Блейк, 1805–1810 роки) |

## Символи в архітектурі
Ряд православних церков має встановлені хрести з химерним орнаментом: дванадцятьма зірками на променях, які виходять з центру і з півмісяцем знизу. Символіка такого хреста яскраво передає образ з одкровення Івана Богослова. Це знак і того, що церква спочатку зібрана з 12 колін Ізраїлевих, а потім очолювалася 12 апостолами, складовими її світлоносної слави. Такі хрести встановлені на куполах храму Софії Вологодської (1570 рік), Свято-Троїцького собору Верхотур'я (1703 рік), храму блаженного Косьми в місті Костильове. Хрести з зображенням цати (півмісяця) прикрашали ще древні храми: Церква Покрови на Нерлі (1165), Димитрівський собор у Володимирі (1197 рік) та інші.
Іноді хрест на храмі (з півмісяцем або без нього) буває не восьмикутний, а чотирикутний. Багато хрестів на древніх і найвідоміших православних соборах мають саме таку форму — наприклад, собор Святої Софії в Константинополі (VIII століття), собор Святої Софії в Києві (1152 рік), Успенський собор у Володимирі (1158 рік), церква Спаса в Переяславлі (1152 рік) і багато інших храмів.

## Скульптурні зображення

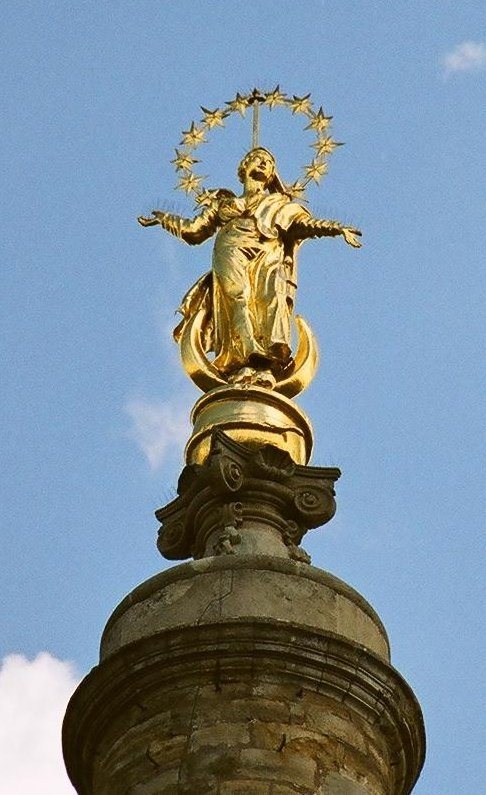
Статуя Божої Матері на мінареті

Найстаріша дерев'яна скульптура Жінки, зодягненої в сонце знайдена в Ерфурті в 1370 році в Німеччині. В Південній Німеччині до XV століття виник тип «Сяйнистих Мадонн» (нім. Strahlenden Madonnen). В більшості своїй це були скульптурні зображення, які поміщали на люстрах, що висять над вівтарем. Скульптурне зображення, переважно, це постать Мадонни з немовлям, оточених блиском. Часто вони знаходяться у верхній частині об'ємної люстри, що височить над головним вівтарем церкви. Яскравим прикладом є собор в Гантені.
У цьому святилищі Мадонна прикрашає велику люстру та височіє великим планом окремо і створена у 1501 році. Відомі й пізніші готичні роботи з Фінделбергу, що на півночі Німеччини.
Образ Мадонни належить різцю Ганса Лайнбергера, найвідомішого скульптора Баварії в період між 1510 і 1530 роками. Статуя, що датується приблизно 1515–1520 роками, знаходиться у церкві Св. Мартіна в Ландсгуті, центрі діяльності Лайнбергера. В місті Еркелензі, яке розташоване на захід від Кельну, у церкві святого Ламберта, знаходиться ще одна Мадонна, що прикрашає високу люстру, роботи Йоганна Ервейна, яка відноситься до 1517 року.
В роботах XVII–XVIII століття Жінка, зодягнена в сонце зображується вже із короною чи жезлом. Від статуї линуть довгі промені. Прикладом є статуя в церкві Св. Іоанна в Ротенбург-об-дер-Таубері, міста в Баварії, розташованого на захід від Нюрнберга та в церкві Св. Кіліана в Бад Гейлбронні, яка датується 1726 роком.
Під час турецької окупації в Кам'янці-Подільському (1672–1699), всупереч умовам здачі міста, християнські храми перетворили на мечеті. У їх числі був і (Кафедральний костел св. апостолів Петра і Павла. До його західного фасаду прибудували мінарет, увінчаний півмісяцем. Постаментом йому послужила завалена камінням капличка.
У 1699 році за Карловицьким миром Поділля з Кам'янцем було повернуто Речі Посполитій. Мінарет за договором мали розібрати, але договір порушили і мінарет зберегли.
Мідна статуя на вершині була встановлена 10 травня 1756 при єпископі Миколі Дембовському. Мадонна зображена такою, яким постає в Апокаліпсисі жіночий образ, що стоїть на півмісяці, в німбі з 12 зірок навколо голови. Під ногами у неї мідна куля, оповита змією, — Всесвіт, перед пащею змії яблуко — символ пізнання добра і зла. У нижній частині мінарету вибитий напис «Богородиця Непорочна Діва Покровителька міста», висота статуї 3,5 м.
| |  |                                          |  | |  |                                  |
| Мадонна, собор Юберлінген. Південна Німеччина, бл. 1510 року. (Приписується Грегору Ергарту Ульму) |  | Мадонна з немовлям; Fraukirch, Німеччина |  | Балдахін Atlarpiece з Мадонною на півмісяці, Середня Франконія, 1477; з парафіяльної церкви Св. Андрія, нім. Weißenburg, |  | Підсвічник в Бад Доберан Мюнстер |

Також зображення Жінки відтворювали в гравюрах, мініатюрах і на вітражах.
|                                                                 |  |                                                                              |  |                                                                                              |  |                                                                                                  |
| Вітраж на сюжет з Апокаліпсису Церква в Жуенвілі, Верхня Марна. |  | Вітраж на сюжет з Апокаліпсису Церква Іглесія-де-Санта-Марія-де-ла Асунсьйон |  | Мадонна у славі (у центрі) Вітраж в католицькому приході церкви Сен-П'єр-е-Сен-Поль в Жуваре |  | Мадонна на півмісяці Вітраж в католицькому костелі святих Симона і Юди філія в нім. Herschbroich |

## Образ як літературне джерело
Образ Жінки, зодягненої в сонце став джерелом натхнення для поетів та письменників.
Зокрема, за основу вірша Григорія Сковороди «Мелодія», яким закінчується «Сад божественних пісень», взято образ Жінки, зодягненої в сонце, із Одкровення Івана Богослова:
| Глянь-но! Це Діва стоїть, утробою пречиста! Яблуко, змій, місяць, світ унизу променистий. |

У сучасній українській поезії образ Жінки відтворив Іван Лузан у вірші «Та, що одягнена в Сонце»:
| Нитками променистими — теплими і чистими, забарвленими світлом, загнутими над світом Зійди до мене нині!… Я кохаю ту, що одягнена в Сонце. Я полюю на ту, що одягнена в Сонце. Я чекаю ту, що одягнена в Сонце. Бажаю лише ту, що одягнена в Сонце я — той, хто одягнений в Сонце. |

Матері Божій, як найпрекраснішій із жінок, присвячена поетична книжка «Жінка зодягнена в Сонце» відомої української письменниці Ганни Гайворонської. Вірші збірки насичені сонячними барвами, оспівують святе почуття Любові до Бога, людини і рідної планети.
Галина Вертель стала автором роману «Зодягнена в сонце». Роман з'явився спочатку як історія про гермафродита, як нову сходинку еволюції людини. Коли роман був майже готовий, письменниці до рук потрапило «Одкровення святого Іоанна Богослова» і вона зрозуміла, що сюжет майже повністю збігається з пророцтвами великого святого про кінець світу і Божий суд, тому в кінцевому результаті у неї вийшла ще одна версія кінця світу, точніше початку кінця світу.
Василь Шкляр у романі «Кров кажана» схрещуючи містику й філософічність, відводячи важливе місце історії взаємин у біномі «чоловік — жінка» використовує також образ Жінки, зодягненої в сонце.
| Це була скромна церковиця, що й справді стояла на дубових палях, — із перечорнілого дерева, занедбана тими часами, коли тут гніздилася колгоспна комора, і лиш новий хрест сяяв на ній під червневим полудневим сонцем, бо старий був зірваний ще до того, коли тут почали зберігати збіжжя, а новий аж горів під сонцем, і ось до цього храму вже заходить жінка із сонця, як каже Іван Богослов у своєму Об’явленні, тобто жінка, зодягнена в сонце, і сам священик одчиняє перед нею церковну браму, заводить її — ні, не в притвор, де мусять стояти грішники й оглашенні, — а веде на середину храму, відтак проводжає до іконостаса, який відгороджує од усіх парафіян вівтаря, святая святих, ховає від них Царство Небесне... |

У російського поета, філософа, теоретика «Вічної жіночості» Володимира Соловйова образ став персоніфікацією добра і краси:
Жена, облечённая в солнце, уже мучается родами: она должна явить истину, родить слово, и вот древний змий собирает против нас свои последние силы и хочет затопить её в ядовитых потоках лжи, правдоподобных обманов. Всё это предсказано, и предсказан конец: в конце Вечная красота будет плодотворна, и из неё выйдет спасение мира, когда её обманчивые подобия исчезнут, как та морская пена, что родила простонародную Афродиту.
Філософ також проповідував ідеї апокаліптичного краху світу і порятунку його в результаті Нового Пришестя.
Володимир Соловйов мав вплив на формування Олександра Блока, як поета. Запозичений у нього образ Жінки, зодягненої в Сонце, персоніфікація Краси і Добра, отримали розгорнуте втілення в першій поетичній збірці Олександра Блока «Вірші про Прекрасну Даму» (1904).
Цей образ був популярний і серед інших поетів Срібного століття, зокрема Андрій Білий, за спогадами Івана Буніна, «вживаючи для кожного слова велику букву, називав Брюсова в своїх писаннях „Таємним Лицарем Дружини, зодягненої в сонце“». Дмитро Мережковський у другій частині своєї трилогії «Христос і Антихрист», описуючи враження муляра від собору пише:
Порой снизу чудились отзвуки органа, как бы молитвенные вздохи из внутренности храма, из глубины его каменного сердца — и тогда казалось, что всё великое здание живет, дышит, растёт и возносится к небу, как вечная хвала Марии Рождающейся, как радостный гимн всех веков и народов Деве Пречистой, Жене, облечённой в солнце.
В оповіданні Димитрія Шишкіна «Зодягнена в сонце» розповідь ведеться у вигляді діалогу між священником Кирилом і колишнім революціонером Андрієм, які є в'язнями більшовицької тюрми. Священник намагається пояснити Андрію і всім в'язням, що всі біди в Росії від того, що люди забули Бога і відвернулись від церкви, при цьому цитує Одкровення від Іона Богослова:
Страшные времена настали, горькие… Но сами мы горечь эту приблизили, сотворили своими грехами, и, кажется, вы уже это поняли… Я вот о чем сказать хочу. У апостола и евангелиста Иоанна Богослова в его Откровении есть рассказ о Жене, облеченной в солнце… Это ведь о Церкви нашей сказано! И Жена эта рожает в страшных муках Христа. Вот то, что сейчас происходит, дорогие мои… с вами, со мной – это и есть эти муки… в наших сердцах Христос рождается… и снова мы становимся Церковью, как бы ни грешили до этого, как бы кто из нас ни пал низко… такова великая сила покаяния, сердечных слез, такова непостижимая сила всепрощающей любви Божией! Вот она-то и сияет как солнце, и даже в ваших лицах сейчас сияет… я это вижу так ясно!.. а значит – Церковь не умерла… Да и не может она умереть, потому что Господь ее создал… Священник Димитрий Шишкин Облеченная в солнце

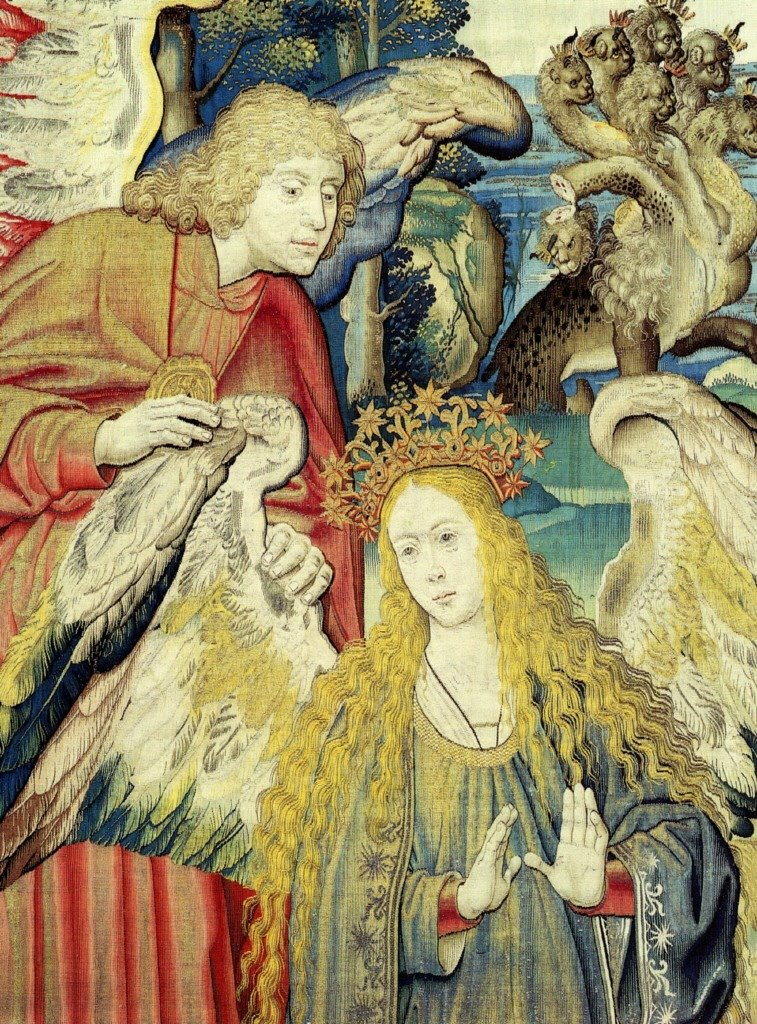
Жінка Апокаліпсису
Вільгельм де Паннемакер

Один із засновників постмодернізму італійський письменник Умберто Еко в романі «Ім'я рози» (1980), розповідаючи про пошуки середньовічного манускрипту пише, що Адсону, головному герою, під час відвідування книгосховища монастиря на північному заході Італії
|  | з'явилася жінка, осяяна світлом; вона наблизила своє обличчя до мого і дихнула на мене. Я усунув її простягнутими руками, і мені здалося, що руки мої торкнулися книг у шафі напроти, які немовби непомірно збільшилися. Я вже більше не усвідомлював, де я, де земля і де небо. |

## Цікаві відомості
Найчастіше Владичиця Небесна була в образі Жінки, зодягненої в сонце. Часом вона була у військових латах, і в руках її був чарівний меч. Існують перекази, що виражаючи могутність Святої Русі, Цариця Небесна однією своєю появою руйнувала злодійські плани ворогів. 1395 року кривавий Тамерлан, спустошивши Європу, змушений був відступити від Русі, коли Богоматір з'явилася йому уві сні в образі могутньої Жінки, зодягненої в сонце з своїми десятками тисяч блискавкоподібних воїнів Іллі та Еноха, спрямованих на нього у всеозброєнні слави Божої. Проводирка воїнств грізним перстом вказувала монгольському завойовнику і його диким ордам шлях геть. Лучники Її свити погрожували пустити град стріл і перетворити непереможну армію Тамерлана в прах. Вказівний перст і ангели, побачені Тамерланом, були настільки грізні, що завойовник не посмів противитися.
Наступна легенда свідчить, що у 1514 році Пресвята Діва відлякала татарського хана Менґлі Гірея за допомогою великого воїнства Іллі та Еноха, що йшов за нею по міській стіні. Іншим разом її бачили в оточенні благочестивих дів і ченців. У XVIII столітті Діва, за переказами, переносить по повітрю селянина Федота Обухова, що збився зі шляху і опинився на краю прірви під час страшної зимової хуртовини..

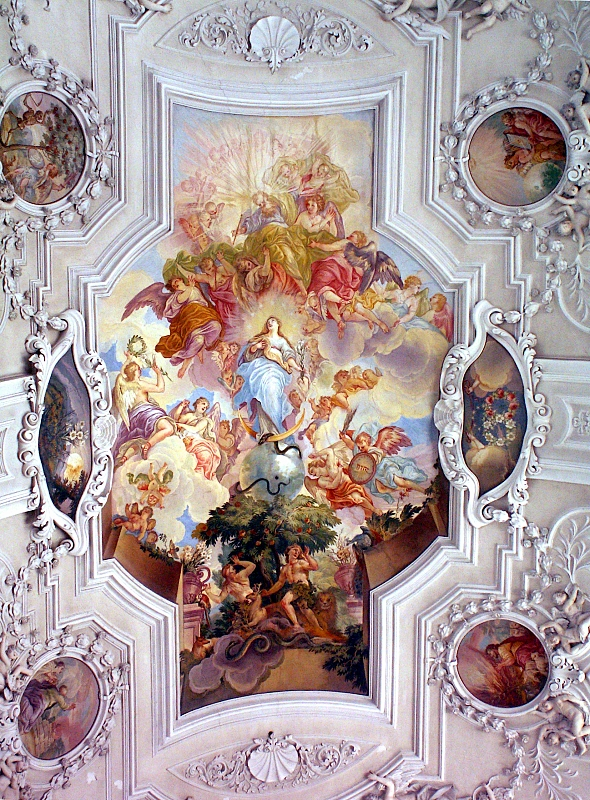
Фреска в церкві Шенберга Ellwangen (Jagst): Райське дерево і Марія в Апокаліпсисі (художник Мельхіор Стейдл)

- 2 квітня 1968 у невеликому гаражі, неподалік від храму Діви Марії, два араби-мусульмани ремонтували свої автофургони, на яких потрібно розвезти вранці продукти. Несподівано все навколо освітилося невідомим світлом, коли підійняли голови, побачили над центральним куполом Жінку в білому блискучому вбранні, схилену над хрестом в молитві. Це явище зібралось побачити й багато цікавих перехожих, які в плавучому зображення впізнали Пречисту Діву. Один із водіїв, що першим побачив Богородицю, який страждав від гангрени пальця і чекав хірургічної операції, на наступний день повністю видужав. Звістка про Зейтунське диво облетіла весь світ. Найдивніше було те, що за першим явищем Богоматері було друге, третє… Вона являлась людям по два-три рази на тиждень аж до серпня 1969 року. У загальному рахунку Її бачили на власні очі від 250 до 500 000 осіб. За деякими оцінками, в православ'я хрестилися кілька тисяч мусульман.[57]
- 1914 рік. Над однією з ділянок російсько-німецького фронту в небі виникла гігантська жіноча фігура, дуже схожа на Богородицю. Її бачили тисячі німецьких та російських солдатів. В літературі цей випадок пізніше пояснювався як «пропагандистський прийом з використанням потужного проєкційного ліхтаря», що абсурдно навіть з технічної точки зору.[57]
- 1917 рік. Португальське село Фатіма. Після того, як Богородиця з'явилася трьом дітям-пастухам, Її бачили протягом декількох місяців понад п'ять тисяч осіб. Одного разу Вона появилась під час проливного дощу — зненацька засяяло незвичайне світло, і мокрий одяг на людях миттєво висох. Божа Матір закликала людей до покаяння і молитви і передбачила про майбутнє «навернення Росії» (від безбожництва — до віри в Бога).[57]
- 1935 рік. Соловецькі острови. Богородиця з'явилася над зеківськими бараками. Соловецькі сповідники бачили Її в нічний молитві. Ув'язнені бачили вогненний стовп, що йшов по небу та таємниче переміщення ангелів. Стовп цей відокремлювався від Соловків і йшов по морю до центру Росії.
- 1941–1945 роки. Місто Томськ. За місцевим переказом, над Воскресенською церквою відбулась поява Пресвятої Богородиці, свідками якого стали багато жителів Томська. За їхніми описами, стояння Божої Матері в небі дуже нагадує Зейтунське диво.[57]
- Матір Божа з'являлась і в українських святинях — Почаївська лавра, Зарваниця. 26 квітня 1987 року у селі Грушів, Дрогобицького району на Львівщині, місцеві жителі побачили Матір Божу біля своєї старої церкви, яка була закрита радянською владою.[58]
- Богоматір відкрилася в образі Жінки зодягненої в сонце, в небі над найбільшим містом Кот-д'Івуар Абіджаном 20 квітня 2011 року, через дев'ять днів, після закінчення бойових дій громадянської війни. Тисячі людей, які в цей момент були на вулицях, почали кричати, що бачать Богородицю в променях сонця. Вона простягнула руки назустріч жителям міста, благословляючи їх. Жителі Абіджана спробували зняти божественне явище, але, за словами автора одного з роликів, все вийшло не так добре, як йому б хотілося, — камера змогла передати лише маленьку частину того зображення, яке бачили люди.[59]